# Pintor de Evérgides

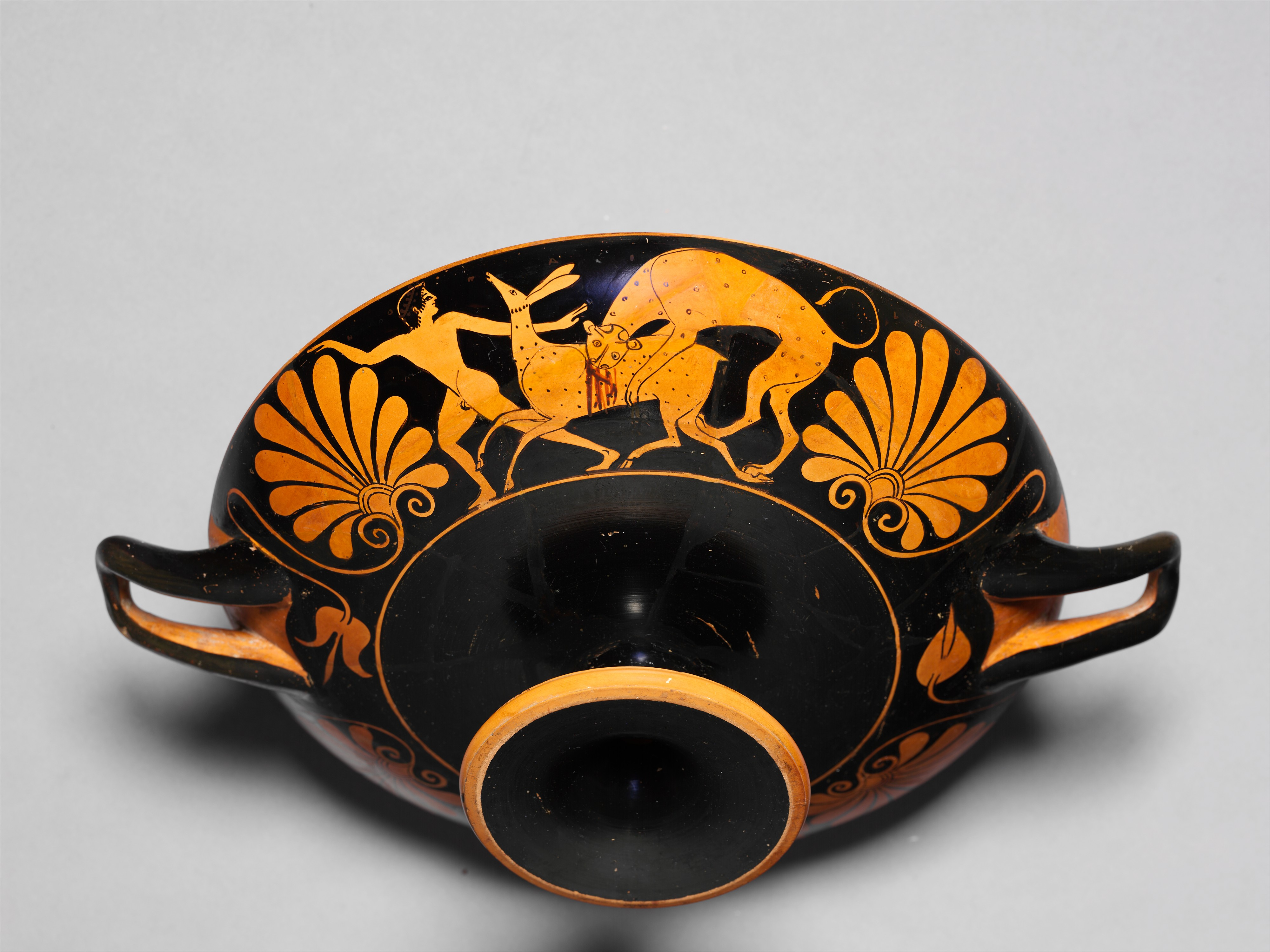
Pantera atacando a un cervatillo y a unos niños; Museo Metropolitano de Arte.

El Pintor de Evérgides fue un pintor griego de vasos que trabajó en Atenas a finales del siglo VI a. C.
Fue uno de los primeros pintores de kílices de figuras rojas. Se estima que su período creativo se sitúa entre el 515 y el 500 a. C. Se le considera un pintor de vasos secundario, pero fue bastante productivo; hoy en día se le atribuyen unos 150 vasos y fragmentos de vasos. Su nombre no se ha transmitido, por lo que John Beazley, que reconoció y definió su firma artística dentro del gran cuerpo de cerámica antigua pintada que se ha transmitido, lo distinguió con un nombre convenido. Recibió esto después de varios jarrones con nombre, todos ellos firmados por el alfarero Evérgides. También trabajó para al menos otro alfarero, Quelis, posiblemente para más alfareros.
Decoró sus vasos principalmente con escenas de género: escenas de deportes, escenas de caballos y carruajes así como escenas cómicas y de simposios. Además había escenas de los círculos mitológicos alrededor de Heracles, Teseo, Peleo y Tetis, así como la escena de Aquiles y Áyax jugando un juego de mesa, que fue introducido en la pintura de vasos por Exequias y no ha sido transmitido en la literatura. Ambas esferas están conectadas por imágenes con contenido dionisíaco. Coloca criaturas míticas como grifos, esfinges y Pegasos junto a las asas de los vasos. Al elegir sus temas pictóricos, recordó al maestro Epicteto, con quien también decoró dos cuencos comunes. Mientras Epicte pintaba los tondos de figuras negras, el interior de loos kílicess, el Pintor de Evérgides decoraba el exterior.  Además, ambos utilizan a menudo el nombre Hiparco como su inscripción kalós.

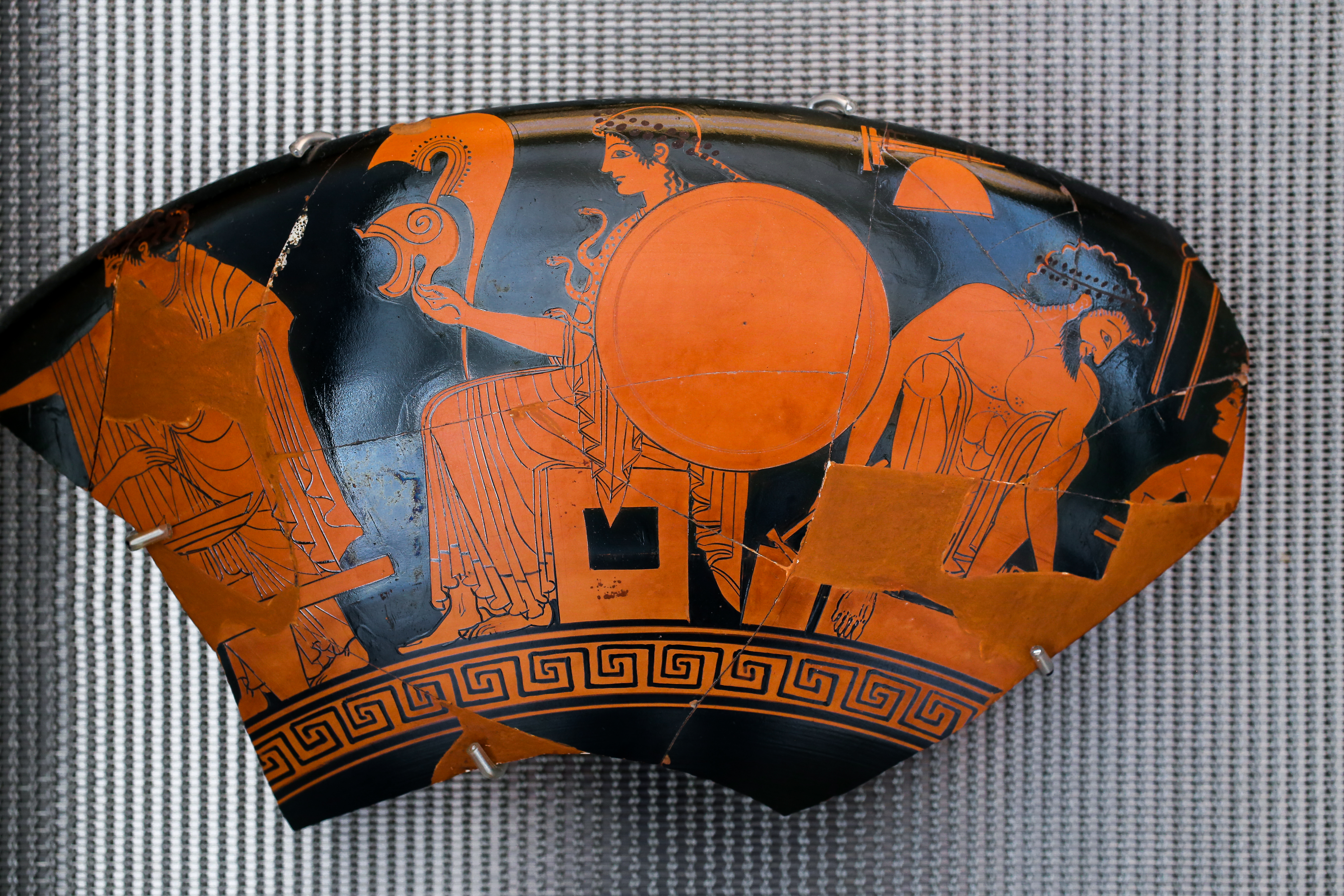
Copa en el Museo Arqueológico Nacional de Atenas: Alfarero - Atenea - Metalúrgico.

Decoró varias obras particularmente llamativas. Una de ellos es posiblemente una copa encontrado como ofrenda votiva en la Acrópolis de Atenas.  En él las figuras -hombres y caballos- fueron talladas como relieves de arcilla, los detalles en técnica de figuras rojas. Su participación en dos insólitos soportes semicilíndricos, que imitan modelos etruscos y que probablemente fueron creados por el alfarero Sicano, es incierta; se atribuyen al menos a un artista que trabaja a la manera del Pintor de Evérgides. El orgullo del artesano se muestra en un copa, donde junto a una Atenea entronizada, muestra a un alfarero a la izquierda y a un metalúrgico trabajando a la derecha. Esta única copa fragmentada conservada se considera generalmente como la mejor obra del Pintor de Evérgides. También es una indicación de que los talleres de los ceramistas de Atenas pueden no haberse limitado a una rama de la artesanía, especialmente porque los alfareros y los metalúrgicos a veces necesitaban la misma infraestructura y, por lo tanto, trabajaban codo con codo en el barrio del Cerámico de todos modos.
Dentro del grupo de los primeros pintores de vasos de figuras rojas, el Pintor de Evérgides es uno de los últimos, a menos que el Pintor de Delos y él sean, como algunos investigadores suponen, la misma persona. A diferencia de este y otros pintores como el Pintor de ojos de Bowdoin o el Pintor de Scheurleer, no pintó vasos bilingües, ni tampoco copas de ojos. La calidad de sus vasos no es comparable a la de los mejores pintores de vasos de la época, y la calidad de su trabajo también varía considerablemente. Algunos de sus escenas parecen copias hábilmente ejecutadas de los trabajos de mejores pintores, otras escenas - especialmente las de género - son a menudo réplicas meticulosas. Sus dibujos son a menudo descuidados, los contornos corporales de los dibujos preparatorios a menudo brillan a través de las túnicas, y a menudo faltan detalles como las orejas o las manos que parecen haber sido olvidados. Un imitador aproximadamente contemporáneo del Epicteto fue el Pintor de Epelio, que todavía era algo menos diestro artísticamente.

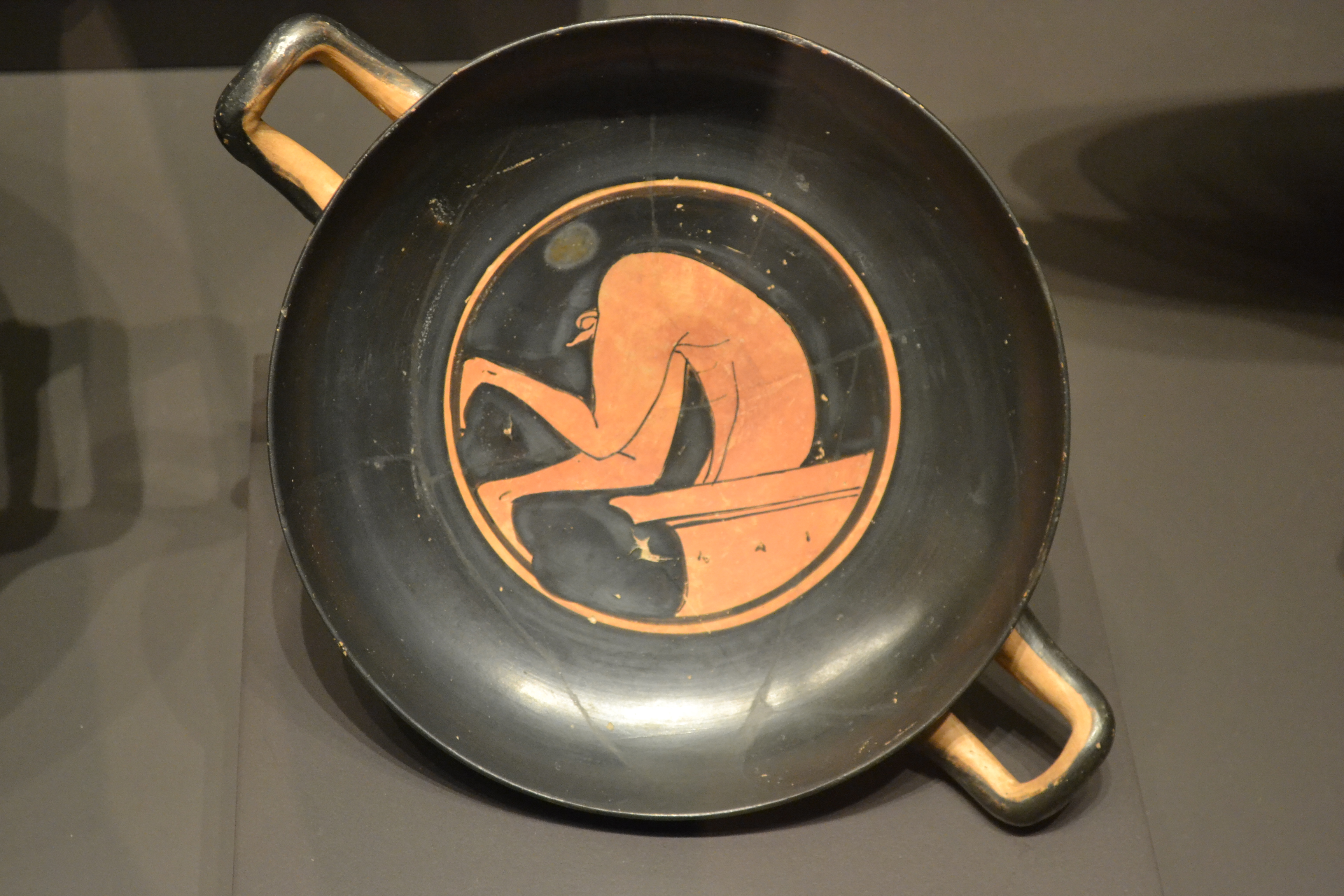
Hombre desnudo cayendo en una tinaja de vino. Museo Arqueológico Nacional de España, circa 500 a. C.

Uutilizó varios epígrafes, además de las inscripciones kaloi en parte también contribuciones de palabras bastante inusuales. En un vaso, por ejemplo, escribe paidikos; en el contexto del vaso probablemente significa no infantil, sino juvenil. La interpretación de Pédico como alfarero es controvertida. En otro vaso saluda con prosagoreup  - «yo te saludo». Estas inscripciones lo sitúan en el contexto del grupo de los alabastrones de Pédico, en el que se encuentran inscripciones similares y varias de las cuales fueron pintadas por un pintor muy cercano al pintor de Evérgides, pero de mejor calidad, y que lleva el nombre del alfarero de los alabastrones, Pasiades, Pintor de Pasiades. Con este y otros vasos, también se definió un círculo o escuela del Pintor de Evérgides, en el que se recogen obras del entorno del pintor.